# 325 aC
El 325 aC va ser un any del calendari romà prejulià. A la República i a l'Imperi Romà es coneixia com l'Any del consolat de Camil i Esceva (o també any 429 ab urbe condita o de la Fundació de Roma). La denominació «325 aC» per a aquest any s'ha emprat des de l'edat mitjana, quan el calendari Anno Domini va ser el mètode prevalent a Europa per a anomenar els anys.

## Esdeveniments

### Conquestes d'Alexandre el Gran a Àsia
- Nearc, militar de confiança d'Alexandre el Gran, pren el comandament de la flota construïda al riu Hidaspes. Durant el descens de l'Indus no té problemes i en arribar a la costa, Alexandre l'envia de tornada seguint la línia costanera. Poc després de salpar s'està 24 dies (del 20 de setembre al 23 d'octubre) varat per manca de vents, a un lloc que va anomenar Port d'Alexandre. Després segueix fins a Cocala on fa reparacions. Lleonat, governador de la província dels oreites, li envia provisions. Segueix fins un port de pescadors on lloga els serveis d'un pilot que coneixia la costa, i al cap de 80 dies tira l'àncora a la desembocadura del riu Anamis, al districte d'Harmòzi. A uns quilòmetres a l'interior hi acampa Alexandre.[2]
- Barsina, coneguda també com Estàtira, la filla gran de Darios III, es casa a Susa amb Alexandre el Gran.[3]
- Lleonat, general macedoni, dirigeix una divisió de cavalleria que acompanya per la riba dreta a la flota d'Alexandre quan baixa per l'Indus. A la tornada luit contra els oreites i altres tribus bàrbares. Com a recompensa Alexandre li entrega una corona d'or quan arriba a Susa, com va fer amb els generals més destacats.[4][5]
- Sitalces i Cleandre de Bizanci, generals d'Alexandre, són detinguts i condemnats a mort acusats d'extorsió, segons Flavi Arrià i Quint Curci Ruf.[6][7]

### Antiga Roma
- Són elegits consols Luci Furi Camil i Dècim Juni Brut Esceva. Brut Esceva fa la guerra als vestins als que va derrotar en una difícil batalla i els ocupa dues ciutats, Cutina i Cingília.[8]
- Furi Camil, mentre exerceix el càrrec contrau una dolorosa malaltia i s'ha de nomenar dictador a Luci Papiri Cursor per a continuar la guerra.[9] Papiri Cursor va nomenar magister equitum a Quint Fabi Màxim Rul·lià i tos dos es van distingir al camp de batalla durant la Segona Guerra Samnita.[10]
- Els auspicis no eren favorables i Papiri Cursor decideix esperar uns auspicis millors. Se'n va a Roma i ordena al seu magister equitum que mantingui les posicions sense enfrontar-se a l'enemic. Però Màxim Rul·lià no l'obeeix i avança cap a Imbrínium, on s'enfronta amb les forces samnites i obté una gran victòria, i on també va tenir mèrit el tribú militar Luci Comini.[11][12] Van morir uns vint mil samnites.